# Aiphanes stergiosii
Aiphanes stergiosii är en enhjärtbladig växtart som beskrevs av S.M.Niño, Dorr och F.W.Stauffer. Aiphanes stergiosii ingår i släktet Aiphanes och familjen Arecaceae. Inga underarter finns listade i Catalogue of Life.